# چاینا توباکو
چاینا توباکو (انگلیسی: China Tobacco) چاینا توباکو اّبَر شرکت یا کورپوریشن بزرگ چینی است که بعنوان شرکت دولتی دخانیات چینی فعالیت می کند، چایناتوباکو در سال ۱۹۸۲ تأسیس شد. این شرکت بزرگ همچنین بزرگترین سازمان تولید و تنظیم تنباکوی دولتی هم در چین و هم در جهان است. اداره انحصار دخانیات ایالتی (به چینی: 国家烟草专卖局) یا (شرکت ملی دخانیات چین (که معمولاً به عنوان دخانیات چین که به صورت مخفف تحت عنوان "CNTC" شناخته می‌شود) (به چینی سنتی: 中国烟草总; چینی ساده شده:ǒnggōngsī) یک سازمان دولتی چینی است که عمدتاً مسئول تنظیم تنباکو در این کشور است  و یک تولیدکننده دولتی محصولات تنباکو است که توسط وزارت صنعت و فناوری اطلاعات چین اداره می‌شود.  این کشور از انحصار مجازی در چین برخوردار است، که تقریباً 40 درصد از کل مصرف سیگار در جهان را تشکیل می‌دهد! و بزرگترین تولیدکننده محصولات تنباکو در جهان است که بر اساس درآمد سنجیده می‌شود.  این کشور بخش کوچکی از تولید خود را عمدتاً به بازارهای آسیایی صادر می کند.

### سازمان
چاینا توباکو همان نهادی است که اداره دولتی انحصار دخانیات چین، در کنار وزارت صنعت و فناوری اطلاعات چین را برعهده دارند. چاینا توباکو مسئول اعمال انحصار تنباکو در چین است و به عنوان شرکت دولتی تنباکوی چین برای بازاریابی، تولید، توزیع و فروش محصولات تنباکو فعالیت می کند.  شعبه های شرکت زیر مجموعه دفاتر استانی انحصار دخانیات می باشند.اگرچه این شرکت یک شرکت بسیار فعال است که ۹۸ درصد از بازار داخلی تولید تنباکو و ساخت سیگار را در بین جمعیت یک میلیارد و چهارصد میلیون نفری کشور چین را در اختیار دارد، اما آمار این شرکت در سطح توزیع و پخش بازارهای محلی پایین است.  چاینا توباکو معمولا سفارشات را به کارخانه‌های کوچک‌تر محلی خود محول می‌کند. به نوبه خود این کارخانه‌ها سفارش‌ها را تکمیل می‌کنند و آنها را برای توزیع به  بخش زنجیره توزیع چایناتوباکو تحویل می‌دهند. کارخانه های محلی کوچکتر نوعی مالیات به تنباکوی چین می پردازند، اما بیشتر سود خود را حفظ می کنند.  به نوبه خود، توزیع‌کنندگان خرده‌فروشی سیگار را از چایناتوباکو خریداری می‌کنند و سود حاصل از این فروش به نوبه خود توسط اداره انحصار دخانیات دولتی مجدداً مشمول مالیات می‌شود. CNTC همان نهادی است که اداره دولتی انحصار دخانیات (STMA) چین، سازمانی از وزارت صنعت و فناوری اطلاعات چین است.  این سازمان مسئول اعمال انحصار دخانیات در چین است و به عنوان شرکت دولتی چین در جهت هدایت محصولات دخانی برای بازاریابی، تولید، توزیع و فروش فعالیت می‌کند.  شعبه‌های این شرکت زیر مجموعه دفاتر استانی انحصار تنباکو هستند.
باز هم مجدداً تکرار می شود اگرچه این سازمان یک غول چینی است که حدود ۹۸ درصد به بالا از بازار داخلی را در اختیار دارد، اما آمار توزیع،گردآوری و فروش کلی این سازمان در انواع سطوح محلی پایین می آید.  چایناتوباکو سفارشات ساخت سیگار و بسته بندی آنها را به کارخانه‌های محلی کوچک‌تر محول می‌کند.این کارخانه‌ها نیز به نوبه خود سفارش‌ها را تکمیل می‌کنند و آنها را برای توزیع به زنجیره توزیع چایناتوباکو تحویل می‌دهند.  کارخانه های محلی کوچکتر نوعی مالیات به تنباکوی چین می پردازند، اما بیشتر سود خود را حفظ می کنند.  به نوبه خود، توزیع‌کنندگان خرده‌فروشی سیگار را از چایناتوباکو می‌خرند و سود حاصل از این فروش به نوبه خود توسط اداره انحصار دخانیات دولتی نیز مشمول مالیات می‌شود.